# Epitaffio a Ferdinando II delle Due Sicilie

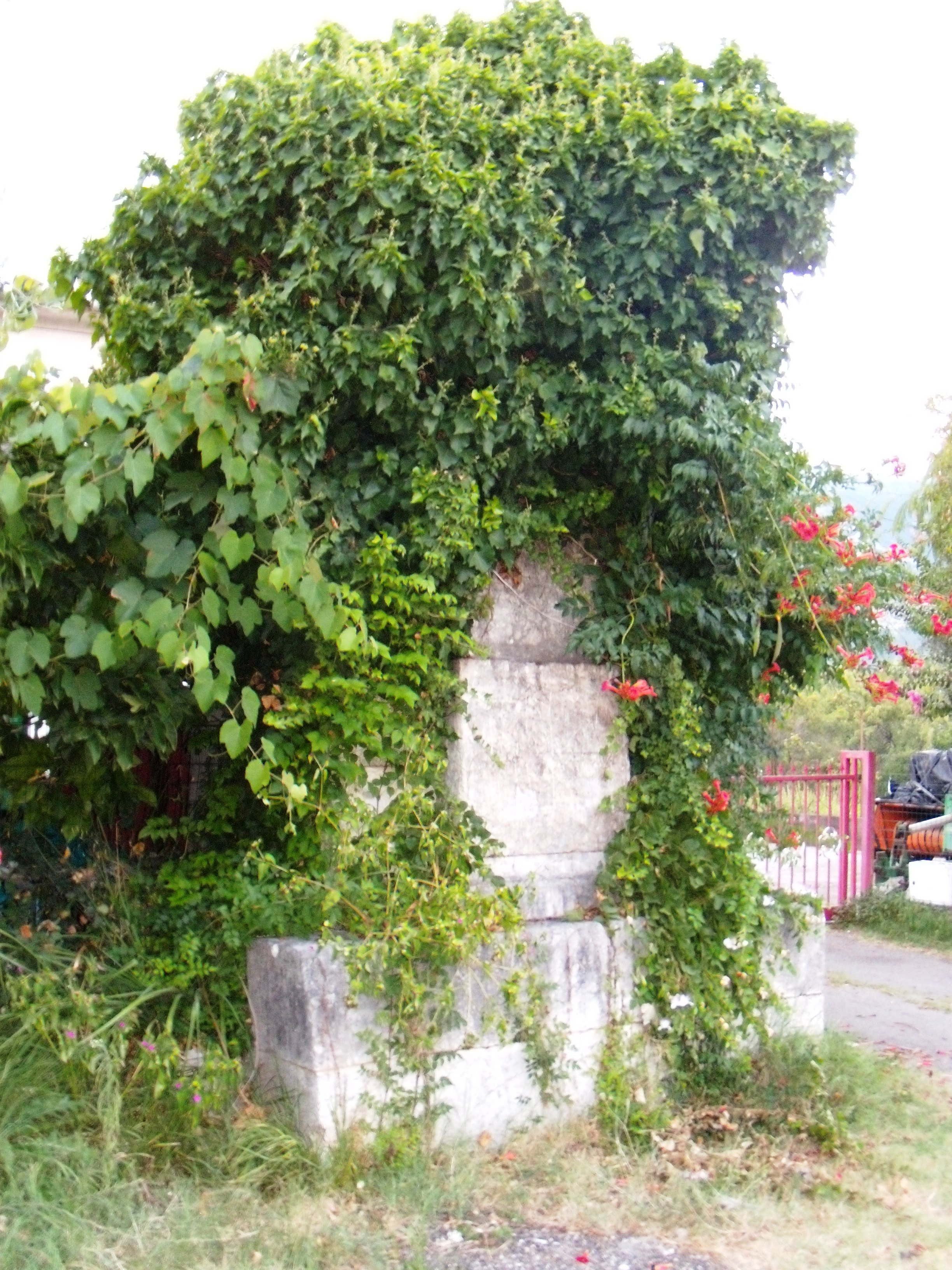
L'epitaffio.

L'epitaffio a Ferdinando II delle Due Sicilie è un monumento sito nella località "Massa" del comune di Faicchio, eretto nel 1852 per ricordare la visita del Sovrano in queste zone.
Sito sulla strada provinciale Cerreto Sannita-San Salvatore Telesino, è attualmente in stato di abbandono.

## Storia
L'epitaffio fu eretto allorché il 9 febbraio 1852 il Re si recò a Solopaca per constatare se ricostruire o meno il ponte pensile "Maria Cristina" sul fiume Calore, inaugurato nel 1835 dallo stesso Sovrano e dalla sua prima moglie Maria Cristina di Savoia, e danneggiato dopo una alluvione nel novembre 1851.
Nel pomeriggio il Re e il suo seguito si fermarono senza avviso a Cerreto Sannita, dirigendosi verso la Cattedrale:
( Nicola Rotondi, Memorie storiche di Cerreto Sannita, manoscritto inedito conservato nell'Archivio Comunale, 1870.)
L'augusto Sovrano si recò poi nel Seminario diocesano di Cerreto visitandolo interamente e permettendo ai seminaristi di baciargli la mano. Poi si affacciò da una finestra dell'edificio rivolta verso la piazza,  ascoltando gli "evviva" che si innalzavano dalla folla festosa e plaudente (anche grazie alla notizia di una sua elargizione di 100 ducati da distribuire ai poveri).
Il clero locale colse l'occasione della visita di Ferdinando II per denunciargli la difficile situazione in cui versava la locale diocesi, la cui cattedra vescovile, rimasta vacante dal 1800 al 1810, era poi stata unita a quella di Alife, più giovane e piccola rispetto a quella di Cerreto. In data 6 luglio 1852 il Papa, su istanza del "carissimo nostro figlio in G. C. Ferdinando II, illustre Re del Regno delle Due Sicilie", ordinò il ripristino della cattedra vescovile a Cerreto.
La visita fu fortemente voluta dal cav. Achille Jacobelli, nobile di San Lupo che all'ennesima richiesta di ricostruire il ponte di Solopaca, ebbe da Ferdinando II delle Due Sicilie la risposta "Don Achì, fallo tu". E difatti le spese per il cantiere del ponte vennero sostenute dal Jacobelli che per farvi fronte vendette al Marchese di Nicastro il territorio in cui sorge l'epitaffio (Selva Palladina) e anche una masseria detta "Banca di Sopra" dove avveniva la coltivazione dei bachi da seta.

## Descrizione
Sulla fronte dell'epitaffio si legge:
AD ETERNA MEMORIA

DEL GIORNO 9 FEBBRAIO 1852

IN CUI L'AUGUSTO MONARCA

FERDINANDO II

PER LA PRIMA VOLTA 

QUESTI LUOGHI FELICITANDO 

QUI FERMAVASI E DECRETAVA

POTERSI COSTRUIRE IL 

PONTE AL TORELLO 

E DOVERSI QUESTA STRADA CONSERVARE.

DALLA GRATITUDINE. 